# Werner Alberti
Werner Alberti (Gnesen, 21 gennaio 1861 – Berlino, 29 novembre 1934) è stato un tenore, pedagogo e attore cinematografico tedesco.

## Biografia

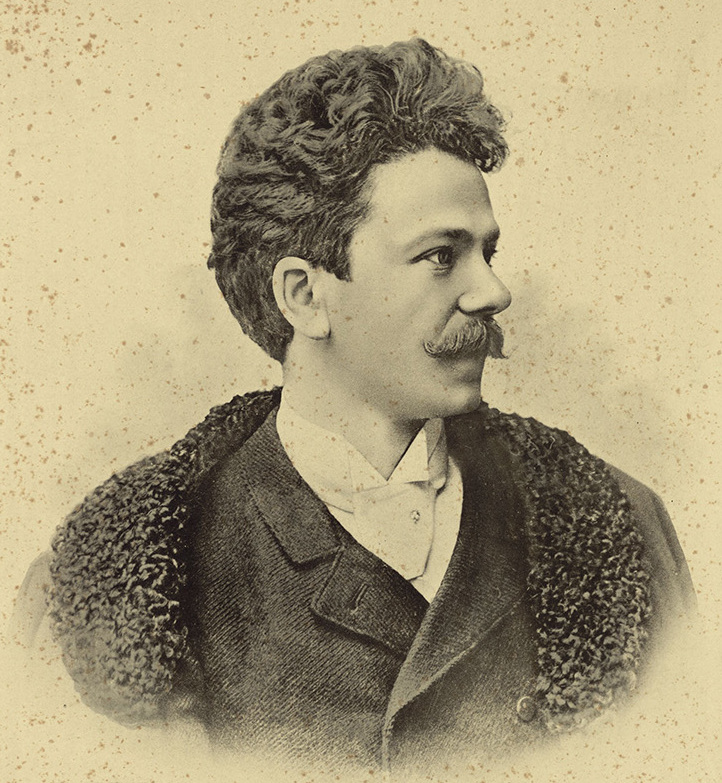
Werner Alberti

Alberti, originariamente un uomo d'affari, lavorò a lungo per una banca di Berlino. In una società privata, dove cantava diverse canzoni, gli fu consigliato di far allenare la sua voce. All'inizio, poiché non aveva molta fiducia in essa, voleva solo diventare un tenore di operetta, ma fuggì e prese lezioni dal maestro di cappella Martin Röder.
Nell'ambito di un programma di beneficenza della Fondazione per la Protezione della Zecca, ricevette tale attenzione che l'impresario Senkrah gli offrì immediatamente l'opportunità di partecipare a un concerto di tre mesi.
In seguito perfezionò la sua voce con Angelo Neumann. Sul palco, Alberti esordì come "Manrico" a Praga, dove rimase fino al 1894. L'anno successivo venno impiegato in Italia presso il Teatro Margherita di Genova e il Teatro Lirico di Milano sotto la direzione di Pietro Mascagni.
Nel gennaio 1899 cantò al Teatro dell'Opera di Corte di Vienna. Anche le sue esibizioni come ospite a San Pietroburgo e Mosca furono di grande successo. Dal 1900 al 1902 fu impiegato presso il Teatro dell'Opera di Stato ungherese di Budapest.
Dalla sua residenza a Berlino, dove cantava al Teatro Kroll e lavorò come insegnante di canto, andava anche in tournée. Nel 1903 si trovava a Vienna, nel 1907 a Dresda, nel 1917 a Bucarest e a Lisbona.
Morì nel 1934. La sua tomba si trova nel cimitero ebraico di Berlino-Weißensee.
Alberti incise numerosi dischi per Berliner (Berlino 1901), G&T (Berlino 1901 e Budapest 1902), Columbia (Berlino 1904-05), Lyrophon (Berlino 1905), Odeon (Berlino 1905-09), Favorite (Berlino 1906), Homophon (Berlino 1905-06), Jumbo (Berlino 1910), Polyphon (Berlino 1910) e Beka (Berlino 1912), nonché Edison-Walzen (Berlino 1904) e Pathe-Walzen (Vienna 1905).

## Filmografia
- 1909: Rigoletto
- 1928: il vecchio Fritz. 2. Finale
- 1928: La polo legata
- 1929: ti ho amato